# De Bloem
De Bloem (ou De Blom) est un moulin à blé situé à Amsterdam sur le Haarlemmerweg, la route qui mène à Haarlem. Ce moulin à vent a été construit en 1786 et faisait partie jusqu'en 1878 des moulins à blé qui opéraient sur les remparts extérieurs du Singelgracht.